# Angelopsis globosa
Angelopsis globosa is een hydroïdpoliep uit de familie Rhodaliidae. De poliep komt uit het geslacht Angelopsis. Angelopsis globosa werd in 1886 voor het eerst wetenschappelijk beschreven door Fewkes. 